# LacusCurtius
LacusCurtius est un site Web, à l'initiative de Bill Thayer, avec la collaboration de Jona Lendering. Il contient une bibliothèque numérique rassemblant plusieurs collections de textes et ressources relative aux études humanistiques de l'antiquité classique gréco-romaine, surtout focalisées sur la Rome antique et plus faiblement, sur la Grèce antique.

## Histoire
Le projet, de nos jours hébergé sur le serveur de l'université de Chicago, a débuté en ligne le 26 août 1997. 
En janvier 2008, il avait atteint 2 779 pages, 690 photos, 675 entre dessins et gravures, 118 plan et 66 cartes.

## Ressources
Le site propose un certain nombre de ressources : 
- une gamme de traductions anglaises de sources antiques, généralement accompagnées du texte en langue d'origine, latin ou grec ancien
- une sélection d'articles provenant du Dictionary of Greek and Roman Antiquities, par William Smith
- A Topographical Dictionary of Ancient Rome, par Samuel Ball Platner et Thomas Ashby
- plusieurs sources secondaires, principalement sur Rome et la Bretagne romaine
- un album photographique de ruines de l'Italie centrale.

## Nom
L'écriture du nom en un seul mot, en camel case, est un choix délibéré, pour ne pas encombrer, par homonymie, toutes les recherches Internet sur le Lacus Curtius éponyme.

## Pages liées
- Perseus project